# Les Escaldes
|  | Aquest article tracta sobre la població andorrana. Vegeu-ne altres significats a «Escaldes». |

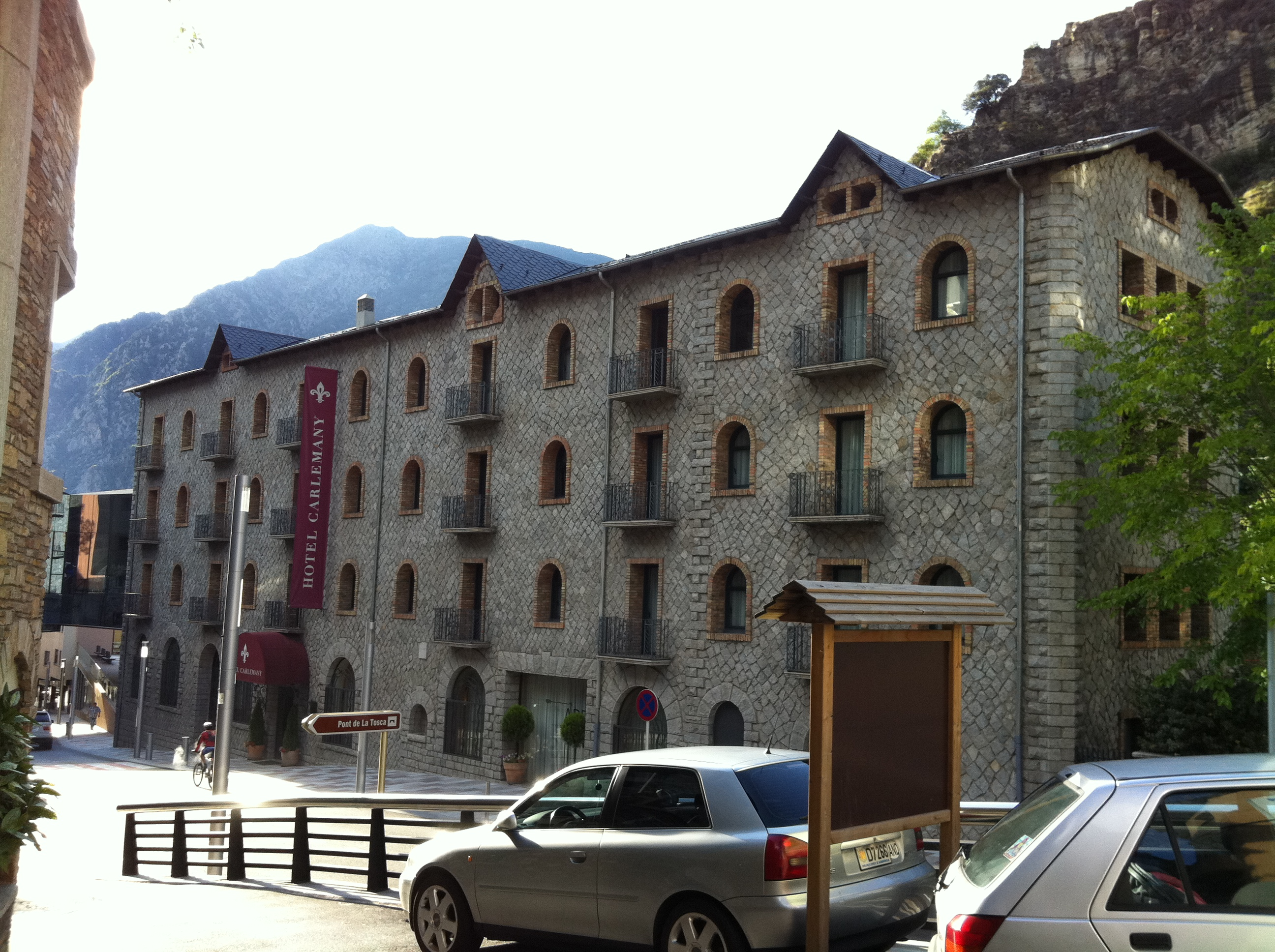
Avinguda Carlemany, eix principal de les Escaldes

Les Escaldes, també anomenat simplement Escaldes, és un dels nuclis tradicionals que formen la ciutat i parròquia d'Escaldes-Engordany (Andorra). Es troba a 1.053 metres d'altitud a l'esquerra i a migdia de la Valira d'Orient, entre la seva confluència amb el riu Madriu i la seva unió amb la Valira del Nord.
La població es troba en un sector engorjat de la vall, tant que a l'hivern el sol pràcticament no hi arriba a diferència de la resta de pobles que estan ben exposats al sol, la construcció de la població en aquest indret es deu a l'existència de fonts termals d'aigües sulfuroses i nitrogenades sulfuroses que sorgeixen de la falla que recorre la plana d'Andorra i que donaren nom a la població.
Actualment les Escaldes formen una sola població amb el nucli d'Engordany, que donen nom a la ciutat i a la parròquia d'Escaldes-Engordany, l'aglomeració urbana és tal que no només s'allarga per aquests dos nuclis, sinó que forma un conjunt amb la ciutat d'Andorra la Vella al voltant de l'eix avinguda Carlemany (Escaldes) - avinguda Meritxell (Andorra la Vella) que segueixen l'antiga carretera i on s'han establert botigues i establiments turístics.